# Tractat de Berlín (1715)
El Tractat de Berlín fou conclòs el 2 de maig de 1715, durant la Gran Guerra del Nord. En ell, Jordi I de la Gran Bretanya, com a Elector de Hannover, s'aliava amb el Regne de Dinamarca i Noruega a canvi de la cessió del Domini suec de Verden-Bremen, que estava ocupat per Dinamarca, a Hannover. Amb el tractat, Dinamarca i Hannover s'uniren a la coalició russo-prussiana establerta al Tractat de Schwedt. Dinamarca s'assegurà l'obtenció de Stralsund, quan aquest fou conquerit.